# Schwarzes Haus (München)

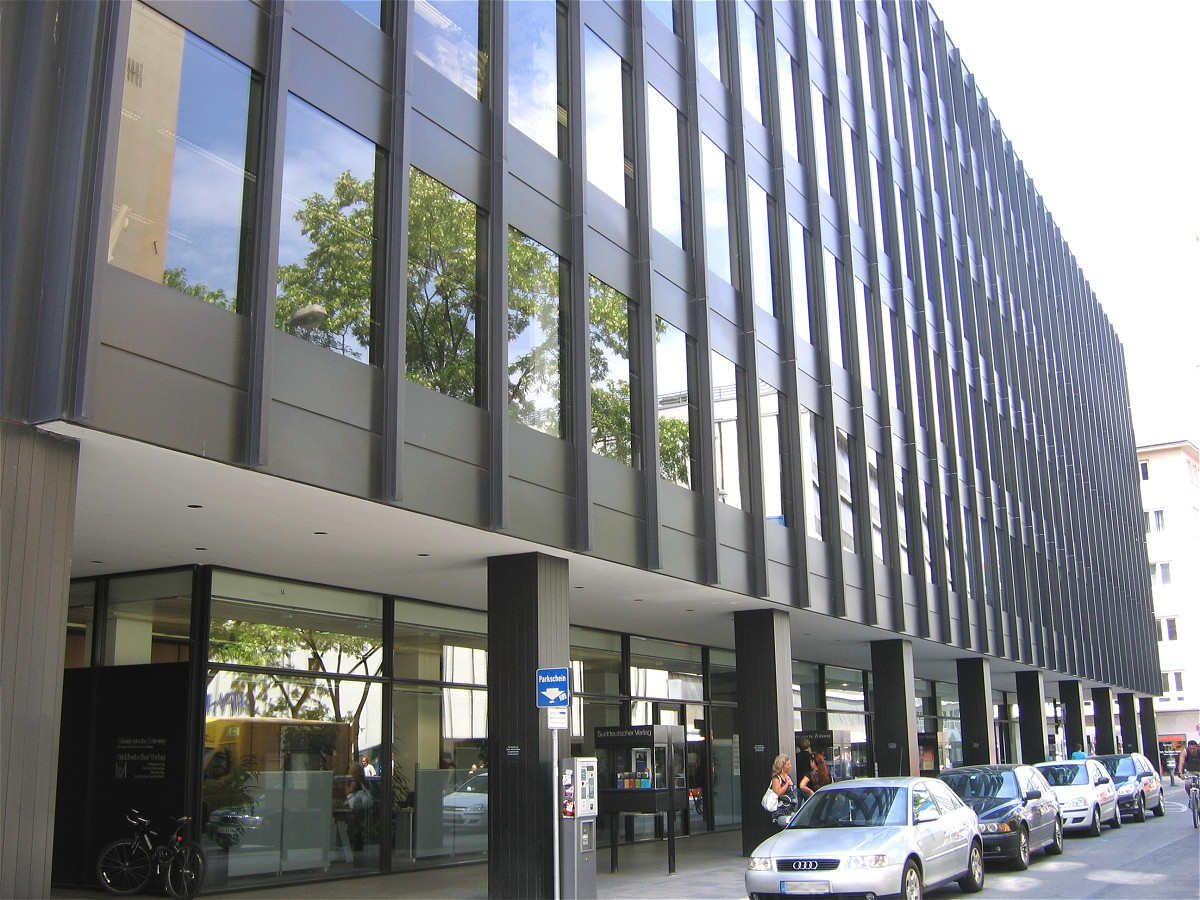
Das Schwarze Haus

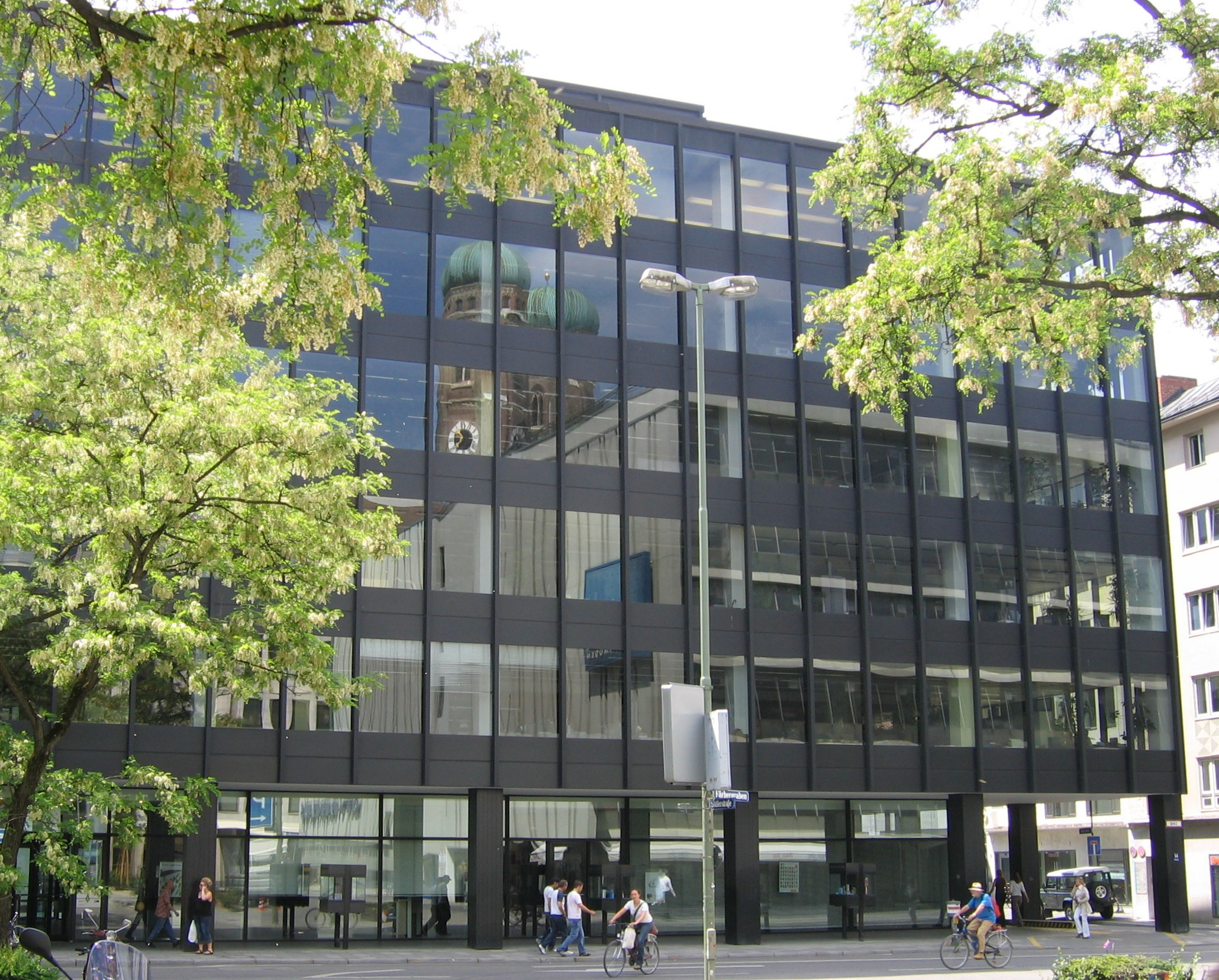
Das Schwarze Haus

Das Schwarze Haus (Schreiberbau) am Färbergraben in der Altstadt von München war ein Verwaltungsgebäude des Süddeutschen Verlages, das von 1970 bis 2009 bestand.

## Geschichte
Der sechsstöckige Stahlskelettbau mit schwarzer Aluminium-Glas-Fassade wurde von 1963 bis 1970 von Detlef Schreiber, Herbert Groethuysen und Gernot Sachsse nach Vorbild der Bauten von Mies van der Rohe entworfen.
Ende 2008 wurde nach dem Umzug des Verlags in das SV-Hochhaus mit dem Abbruch des Gebäudes begonnen. Daran konnte auch ein Gutachten des Bayerischen Landesamts für Denkmalpflege im Frühjahr 2007, das die Denkmaleigenschaft des Gebäudes festgestellt hatte, nichts ändern. In der Fachwelt galt der Bau als eines der herausragendsten Beispiele der Nachkriegsarchitektur in München. 
Heute steht dort die Einkaufspassage Hofstatt.